# Rangkiang

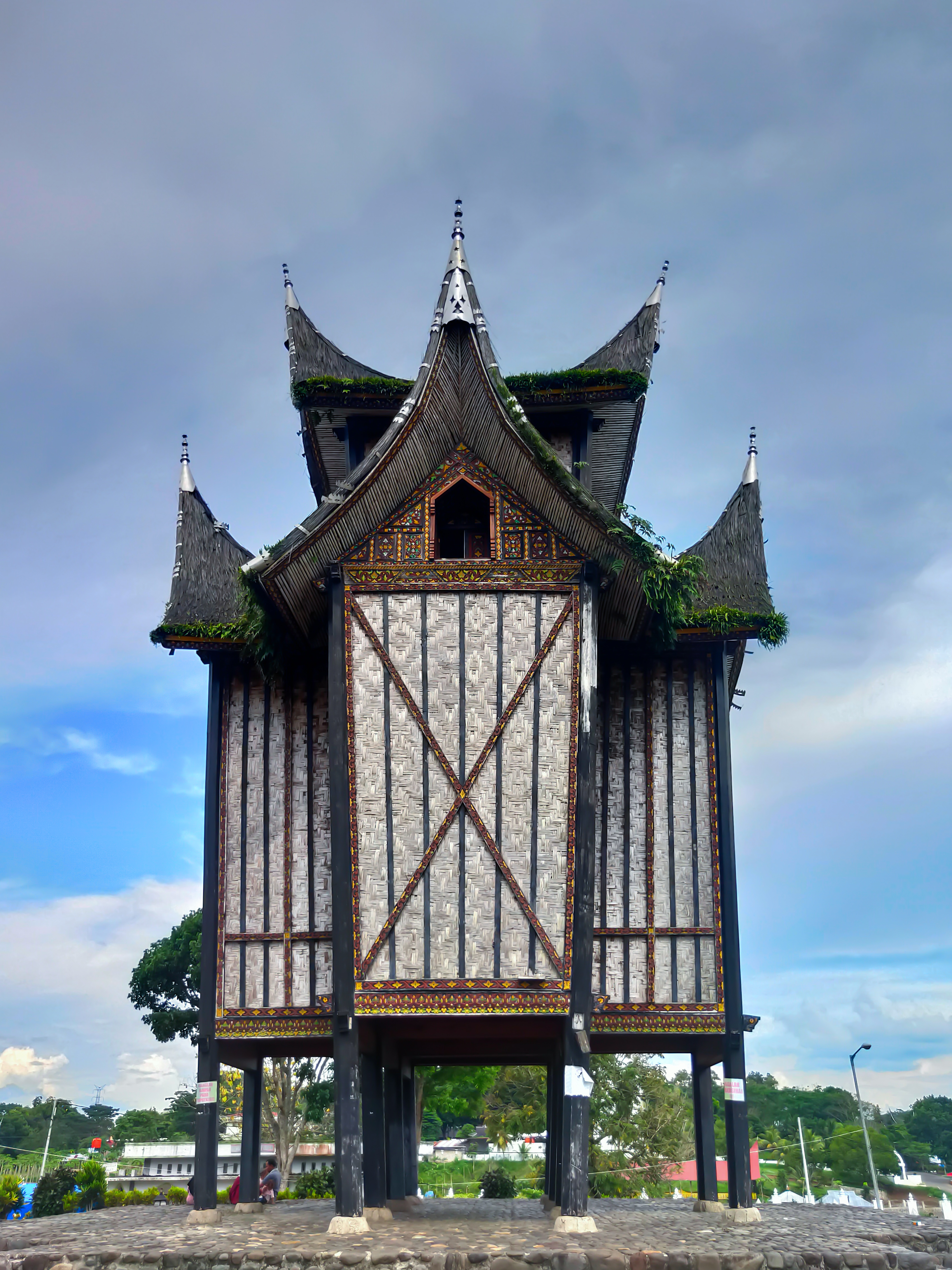
Rangkiang patah sembilan, el rangkiang del Palacio Pagaruyung.

Rangkiang (también lumbuang) es un granero  de arroz del pueblo minangkabau utilizado para guardar arroz. El rangkiang es un rasgo distintivo de  la arquitectura minangkabau. La estructura se encuentra tradicionalmente en el patio de una rumah gadang, la casa tradicional de los minangkabau.

## Etimología
La palabra rangkiang es una versión abreviada de la palabra minangkabau "ruang hyang (Dewi Sri)" (“habitación de la diosa (Dewi Sri)”), la diosa del arroz.

## Arquitectura

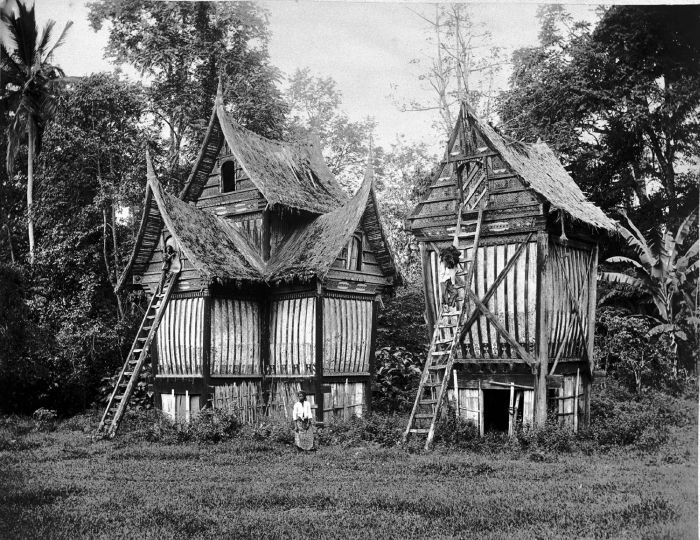
Dos rangkiang en una fotografía de alrededor de 1895 de graneros de arroz en el estilo arquitectónico minangkabau en Batipuh en la meseta de Padang, Sumatra.

Un rangkiang es una estructura construida sobre una base de pilotes elevados, un legado de los pueblos austronesios que se puede encontrar en cualquier otro lugar de Indonesia. Tiene una forma de techo distinguida conocida como techos gonjong («aguzados»), similar a una casa tradicional minangkabau el rumah gadang. El techo gonjong lo identifica simbólicamente con cuernos de búfalo.  Similar al rumah gadang, el techo de un rangkiang es tradicionalmente un techo de paja hecho de fibra de palma ( ijuk), y también está decorado de manera similar. La única abertura es una pequeña trampilla rectangular en lo alto del hastial, en la que se coloca el arroz cosechado. Se requiere una escalera para llegar a esta escotilla.
Un rangkiang se construye tradicionalmente en el patio de un rumah gadang. Existen tres tipos de rangkiang según su función. Uno que se utiliza para almacenar arroz que deben consumir los habitantes de la casa se conoce como si bayau-bayau. Es el más grande de todos los rangkiang, tradicionalmente está sostenido por un mínimo de seis postes; en el caso de un palacio real —como el rangkiang del Palacio Pagaruyung—puede estar sostenido por hasta doce postes. Este rangkiang se encuentra tradicionalmente en el extremo derecho del patio de un rumah gadang.
Otro tipo de rangkiang es el si tinjau lauik («el que explora el mar») que se utiliza para conservar el arroz que se va a vender. El dinero resultante se utiliza para comprar cosas que la familia no puede producir por sí misma. Este rangkiang se encuentra tradicionalmente en medio del patio de un rumah gadang. Está sostenido por cuatro postes.
Otro tipo de rangkiang es el si tanggung lapar o si tangguang lapa o si tangka lapa («el que soporta el hambre»), que se utiliza para almacenar los excedentes de arroz y utilizarlos en épocas de escasez..  Este tipo de rangkiang se coloca tradicionalmente en el extremo izquierdo de un patio rumah gadang. Es básicamente idéntico al si tinjau laut, ya que está sostenido por cuatro postes.

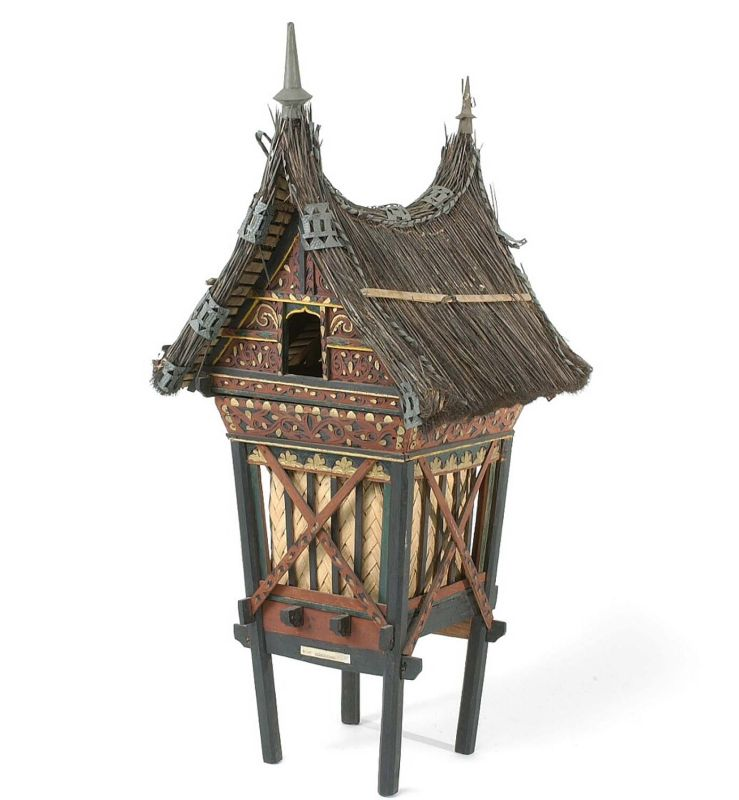
Maqueta de un rangkiang.

Otro rangkiang, conocido como rangkiang kaciak («pequeño granero»", se utiliza para guardar plantones de arroz (padi abuan) con fines agrícolas. Este rangkiangutilizaba un sencillo tejado a dos aguas en lugar de la elaborada forma de tejado minangkabau, por lo que parece el más sencillo de todos los tipos.
El número de rangkiang, así como el grado de ornamentación que decora el rumah gadang, muestra la riqueza del propietario. Cuantos más rangkiang posee una familia, más prestigioso es el propietario.

## Uso moderno
La fachada de un restaurante minangkabau a veces está decorada con un solo techo gonjong que representa el techo de un rangkiang como símbolo del arroz y el suministro de alimentos para la gente.